# Берко, Эмманюэль
Эмманюэль Берко (фр. Emmanuelle Bercot; род. 6 ноября 1967, Париж, Франция) — французская актриса, кинорежиссёр и сценарист.

## Биография
Эмманюэль Берко родилась 6 ноября 1967 в Париже. Ещё во время учёбы в школе посещала школу танцев Сержа Альцетта и театральную студию. После школы она стала студенткой Парижской драматической школы «Курсы Флоран». После этого Берко работала под руководством французского актёра и театрального режиссёра Робера Оссейна и режиссёра Жана-Люка Тардье. После провала вступительных экзаменов в консерваторию, Эмманюэль поступила в французскую государственную киношколу «La Fémis» на отделение режиссуры.
В 1995 году дебютировала в кино в качестве режиссёра, сняв несколько короткометражных фильмов, среди которых «Правда Романес», «Каникулы» и «La Puce». Ленты были высоко оценены профессиональными критиками, а фильм Каникулы в 1997 году получил Приз жюри Каннского кинофестиваля.
В 1991 году Эмманюэль Берко начала актёрскую карьеру. В 1998 году снялась в «Зимних каникулах» Клода Миллера, затем «Это начинается сегодня» Бертрана Тавернье и «Одна за всех» Клода Лелуша. Сыграла главную роль в своем дебютном полнометражном фильме «Клеман» про тридцатилетнюю женщину, влюбленную в 13-летнего мальчика. Фильм был представлен на кинофестивале в Каннах в 2001 году в секции «Особый взгляд».
В 2005 году Берко выпустила полнометражную музыкальную драму «Задний план» про маниакальную любовь девочки-тинейджера и популярной певицы Лорен с Эммануэль Сенье и Изильд ле Беско в главных ролях. Впервые фильм был продемонстрирован на Венецианском кинофестивале в 2005 году, и в том же году лента завоевала приз за лучшую режиссёрскую работу на кинофестивале в Салониках.
В 2009 году она поставила телевизионный фильм «Мои дорогие уроки» для Canal+, который рассказывает о студентах, вынужденных заниматься проституцией, чтобы прокормить себя.
В 2011 году Эмманюэль Берко снялась в роли Сью Эллен в фильме «Палиция» и работала в одном из сегментов в фильме-пародии «Право на «лево»» о мужской неверности и её вариации.
В 2013 году в рамках 63-го международного Берлинского кинофестиваля был представлен фильм Берко «За сигаретами», в главных ролях которого снялись Катрин Денев и сын Эмманюэль — Немо Шиффман.
В 2015 году вышла новая режиссёрская работа Эмманюэль Берко — драма о взрослении несовершеннолетнего преступника «Молодая кровь». Этой лентой, главную женскую роль в которой вновь сыграла Катрин Денев, 13 мая 2015 года был открыт на 68 Каннском кинофестивале. Сама же Эммануэль Берко получила приз фестиваля за лучшую женскую роль в фильме «Мой король», разделив его с американской актрисой Руни Мара (за фильм «Кэрол»).

### Личная жизнь
Эммануэль Берко находилась в браке с французским кинорежиссёром и оператором Гийомом Шиффманом. У пары родился сын Немо, который снимается в кино и был награждён премией «Сезар» как самый перспективный актёр. Он также был участником детского музыкального талант-шоу «The Voice Kids» («Голос. Дети») на канале TF1.